# ديفيد لانجفورد
ديفيد لانجفورد (بالإنجليزية: David Langford)‏ (و. 1953 – م) هو كاتب، وفيزيائي، وناقد أدبي، وكاتب خيال علمي من المملكة المتحدة . ولد في نيوبورت .

## التعليم
تعلم في كلية براسينوز ‏